# Synchro-Ciné

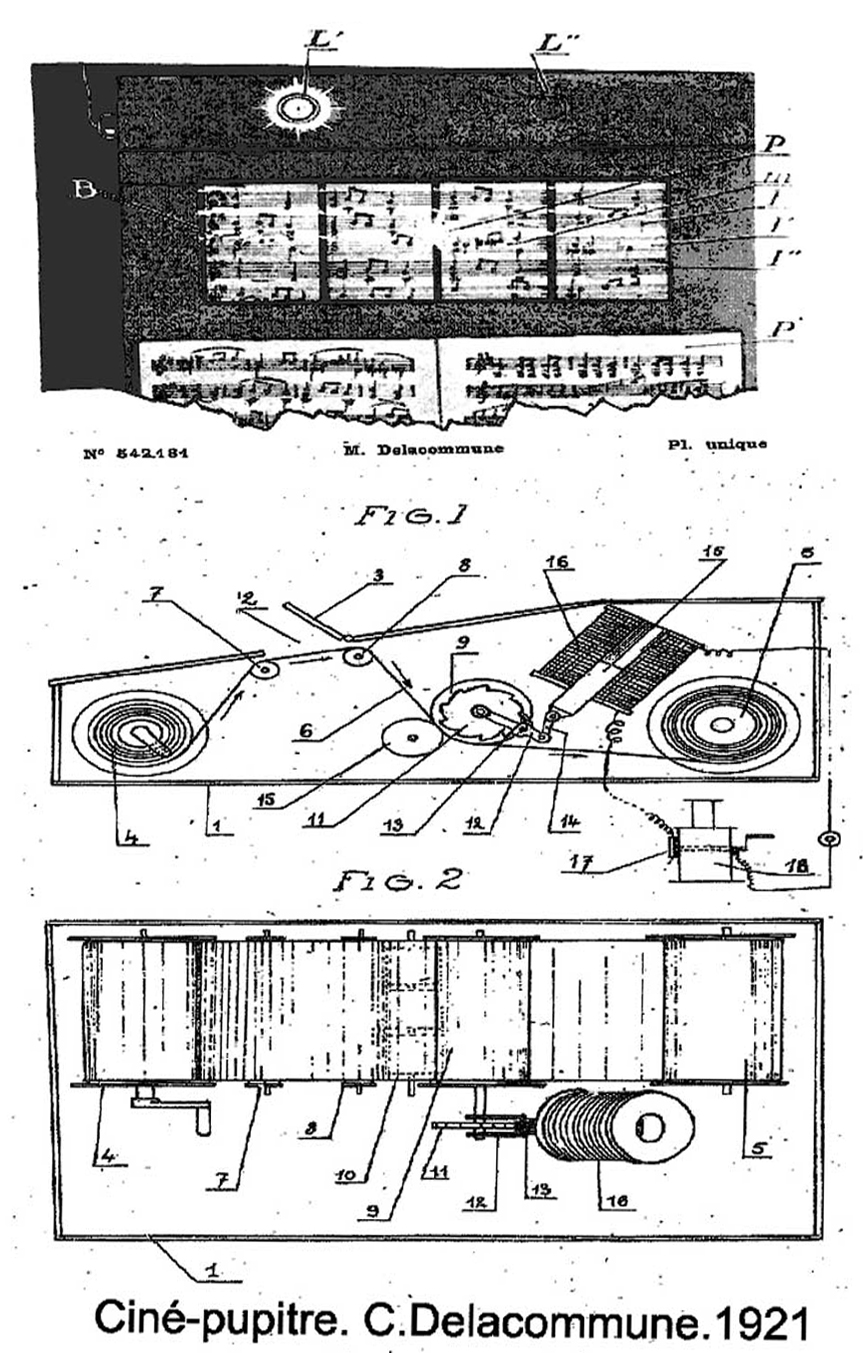
El pupitre de lectura Delacommune y su resultado visual

El Synchro-Ciné fue un dispositivo, inventado por el francés Charles Delacommune en 1921, pionero en el objetivo de sincronizar la proyección de una película con los sonidos correspondientes.Los sonidos a sincronizar podían ser desde las palabras de un narrador, la lectura de una partitura por un director de orquesta (o por un músico solista), o disparo de ruidos-efectos ambientales; pero siempre por procedimientos mecánicos, y con sonido en vivo por intérpretes en la sala (aún faltaba una década para el cine sonoro). Por sinécdoque o asimilación, fue conocido también como Ciné-pupitre, su aparato más popular y conocido, en muchos países, entre ellos, España. 

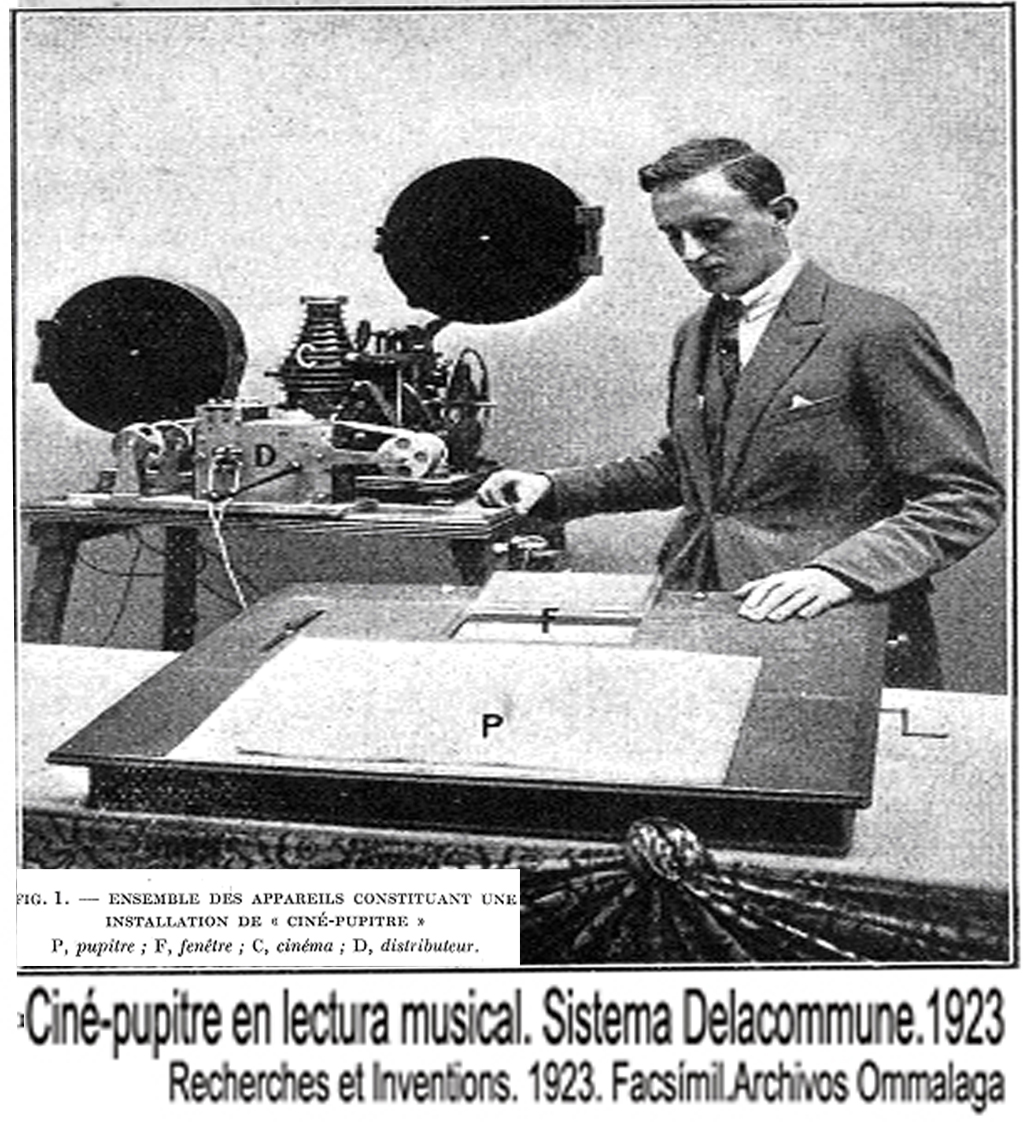
Dispositivo Synchro-Ciné y Charles Delacommune, el inventor

Sin embargo, en realidad, bajo este mismo nombre se denominan, a lo largo del tiempo, tres cosas diferentes: 
a)	En primer lugar, el pupitre de lectura sincronizado original, de 1921, el denominado ciné-pupitre, es decir, un aparato aislado para leer textos o música, para un solo usuario (aunque éste puede ser un director de orquesta que, desde su lectura, dirija toda la plantilla) ajustado por un motor en sincronización con las imágenes proyectadas de las películas.
b)	poco después, desde 1922-1923, el dispositivo synchro-ciné, ampliando las posibilidades de conexión de su distribuidor central, pasa ya a convertirse en un sistema completo de sincronización, en el que el pupitre de lectura no es más que uno de los muchos elementos alrededor del elemento central, la banda de control, circulante en el engranaje del distribuidor, y que puede disparar automáticamente diversos dispositivos ruidificadores (Ciné-bruiteurs) o máquinas de ruidos (algunas diseñadas por el propio Delacommune e incorporadas al sistema), disparar pianolas, gramófonos y los diversos pupitres que hagan falta, hasta un máximo de, parece, 9 dispositivos. La prueba del cambio de orientación en la maquinaria y objetivos finales la da el hecho de que, aunque los pupitres de lectura sigan siendo parte habitual del sistema, sin embargo es ya perfectamente posible realizar una performance sin utilizarlos para nada (solo con la capacidad del distribuidor central, y los aparatos de ruidos conectados). Forman también parte del sistema los diversos procedimientos y métodos que va registrando para mejorar e ir facilitando el uso de su procedimiento, a lo largo del tiempo. Aunque se denomina en la patente original sistema de "Synchronismes Cinématographiques", habitualmente se le abreviaba como sistema "Synchro-ciné", o todavía más usualmente "sistema Delacommune".
c) y finalmente, dio nombre a la productora y distribuidora de las películas, dirigida por el propio Delacommune, realizadas con dicho dispositivo. Entre otras, ElDorado, de L'Herbier; la Danse Macabre, de Dudley Murphy o el Ballet mécanique, de Léger.  Con una trayectoria basada en documentales, dicha productora tuvo un momento de auge al comienzo del cine sonoro, ya que dicho procedimiento y dispositivo se reveló muy adecuado para la sincronización de las voces en doblaje (el sistema denominado de banda ritmográfica, y utilizado hasta hace muy poco por los profesionales de dicha especialidad). Sin embargo, terminó cayendo en la ruina y tuvo que ser objeto de una campaña especial de ayuda por sus colegas inventores para su mera subsistencia.

## La primera mesa de mezclas audiovisual

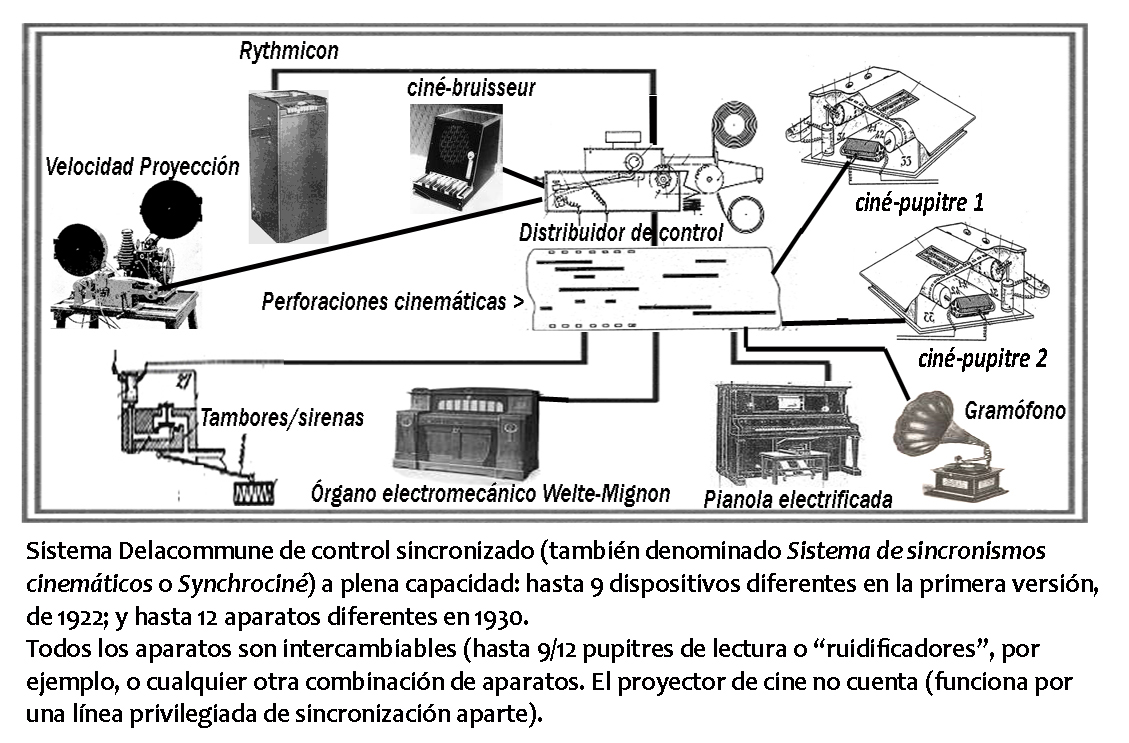
Dispositivo Synchro-Ciné : potencialidades

El dispositivo original de 1921, el propiamente dicho ciné-pupitre, consistía en un pupitre de lectura suministrado con una abertura ante la que se desarrollaba, sincronizadamente con la proyección, una banda de papel porta-texto que se desplegaba delante del lector, por pequeñas sacudidas, sobre la cual estaba inscrito el acompañamiento oral de la película o un fragmento de la partitura a interpretar. 
Cada línea correspondía al tiempo de proyección de un número de fotogramas determinado y quedaba en el centro de la referencia durante la proyección de estos fotogramas. Es decir, la referencia fija  permitía entonces al lector saber en cada instante la frase del texto a decir correspondiente a la proyección y al intérprete solista o al director de orquesta el fragmento musical adecuado.
Una vez preparada la banda, los diversos desajustes habituales en la época provenientes de múltiples causas (falta de corriente eléctrica, problemas mecánicos, etc,) se podían solucionar, sobre la marcha, por dos caminos. O bien se reajustaba la velocidad de la banda (sobre el pupitre o el distribuidor) o bien, por un mecanismo eléctrico que el director de orquesta se colocaba en la mano (reóstato), variar ligeramente la velocidad de las imágenes.
Pero dicho sistema también tenía la potencialidad de trabajar de otra manera: disparando directamente desde su banda de papel de control órdenes a las diversas notas de una pianola, o disparando efectos y aparatos de ruidos previamente preparados al efecto. Es esa potencialidad de ajuste automático (una vez grabada la banda adecuadamente) la que la convierte, de alguna manera, en un precedente mecánico, además de las actuales mesas de mezclas audiovisuales, de los sistemas MIDI de control digital de instrumentos musicales.
El ciné-pupitre no fue el único dispositivo de los denominados pupitres de sincronización o de lectura sincronizada de la época, un avance que la industria del cine del momento buscaba con interés, ya que ofrecía las películas con música en directo, incluyendo grandes orquestas sinfónicas en las salas de primer nivel (Palacio-Cine) o Teatro-Cine.
Dice el propio Delacommune en las revistas de la época: Se comprende inmediatamente el interés que presenta un aparato tal. De una fabricación poco costosa, con un funcionamiento seguro, su empleo está muy indicado en todos los lugares donde las palabras deban acompañar una proyección. Se pueden prever las felices consecuencias en la enseñanza, en las conferencias filmadas, en innovaciones (teatro-filmado; novela-cine hablada, etcétera.)
Poco después, la industria alemana contó con el Musikchronometer, de Carl Blum para lo mismo, un dispositivo análogo aunque con diferente mecanismo, y que fue empleado con satisfacción por los participantes (entre ellos, Hindemith) en los encuentros de Música de Darmstad desde 1927.